# Obereopsis flava
Obereopsis flava är en skalbaggsart som beskrevs av Franz 1942. Obereopsis flava ingår i släktet Obereopsis och familjen långhorningar. Inga underarter finns listade i Catalogue of Life.